# Подгорный, Никита Владимирович
Ники́та Влади́мирович Подго́рный (16 февраля 1931, Москва — 24 сентября 1982, Москва) — советский актёр театра и кино. Народный артист РСФСР (1971).

## Биография
Родился 16 февраля 1931 года в Москве.
Окончил Театральное училище имени М. С. Щепкина (1954).
С 1954 года — актёр академического Малого театра. Первая роль в Малом театре — Николай в «Карточном домике» Олега Стукалова.
Скончался 24 сентября 1982 года от рака лёгких. Похоронен в Москве на Ваганьковском кладбище (участок № 38).

### Семья
Отец — Владимир Афанасьевич Подгорный (1887—1944), русский и советский драматический актёр, театральный режиссёр. Заслуженный артист РСФСР. Урна с прахом захоронена в колумбарии Новодевичьего кладбища в Москве.
Дядя — Николай Афанасьевич Подгорный (1879—1947), российский и советский актёр, педагог. Заслуженный деятель искусств РСФСР. Похоронен в Москве на Новодевичьем кладбище.
В юности встречался с Еленой Борисовной Добронравовой (1932—1999), советской и российской драматической актрисой.
Первая жена — Нинель Ивановна Подгорная (Бодрягина) (1931—2011), однокурсница, на которой он женился во время учёбы в театральном училище. Брак распался через три года.
Вторая жена — Ольга Александровна Чуваева (род. 1930), заслуженная артистка РСФСР (1974), актриса Малого театра с 1956 года,
- Дочь — Дарья (род. 1979), окончила ВТУ им. М. С. Щепкина (курс В. И. Коршунова), с 2000 года актриса Малого театра.

## Творчество

### Театральные работы
- 1957 — «Когда горит сердце» В. П. Кина — Бейзас
- 1959 — «Ярмарка тщеславия» У. Теккерея — генерал Тафто
- 1962 — «Маскарад» М. Ю. Лермонтова — Адам Петрович Шприх
- 1963 — «Привидения» Г. Ибсена — Освальд
- 1964 — «Дачники» М. Горького — Рюмин
- 1966 — «Лабиринт»
- 1967 — «Оптимистическая трагедия» В. В. Вишневского— первый пленный
- 1968 — «Волки и овцы» А. Н. Островского — Мурзавецкий
- 1969 — «Бешеные деньги» А. Н. Островского — Телятев
- 1970 — «Признание» С. А. Дангулова — Николай Репнин
- 1972 — «Перед заходом солнца» Г. Гауптмана — Вольфганг
- 1973 — «Касатка» А. Н. Толстого — князь Бельский
- 1973 — «Пучина» А. Н. Островского — неизвестный
- 1974 — «Одиннадцатая заповедь» Ф. Шамберка — Барашек
- 1979 — «Горе от ума» А. С. Грибоедова — Репетилов

### Фильмография
- 1958 — Идиот — Ганя Иволгин
- 1958 — Моцарт и Сальери — Моцарт
- 1960 — Евгения Гранде — Адольф де Грассен
- 1960 — Мичман Панин — Ведерников
- 1961 — Сержант Фетисов
- 1961 — Иван Рыбаков — друг Вани
- 1962 — Вашингтонская история — Тэчер Вэнс
- 1962 — Кто виноват
- 1963 — Собаки
- 1964 — Негасимое пламя — Корольков
- 1965 — Залп «Авроры» — Александр Фёдорович Керенский
- 1966 — Дачники — Рюмин Павел Сергеевич
- 1966 — Два билета на дневной сеанс — Анатолий Борисович Лебедянский
- 1966 — Лабиринт — Джованни Пинеди
- 1967 — Случай в гостинице — художник
- 1967 — Штрихи к портрету
- 1968 — Братья Карамазовы — Михаил Осипович Ракитин
- 1969 — Вальс — Сергей Аркадьевич
- 1969 — Старый дом — Кетчер
- 1972 — За всё в ответе — Илья Дмитриевич
- 1972 — Надежда — Александр Матвеевич
- 1972 — Привидения — Освальд
- 1973 — И на Тихом океане… — Александр Петрович Незеласов
- 1973 — Обрыв — Иван Иванович Аянов
- 1974 — Перед заходом солнца — Вольфганг Клаузен
- 1974 — Совесть — Аркадий Михайлович Лыз
- 1975 — Мой дом — театр — Аполлон Григорьев
- 1975 — Трактирщица — маркиз Форлипопли
- 1976 — В одном микрорайоне — Андрей Александрович Коробов
- 1976 — Всегда со мной
- 1976 — Признание — Николай Репнин
- 1976 — Пучина — неизвестный
- 1976 — Униженные и оскорблённые — князь Валковский
- 1977 — Горе от ума (телеспектакль) — Репетилов
- 1977 — За пять минут до катастрофы — Джеральд
- 1977 — И снова Анискин — Егор Бенедиктович Бережков
- 1977 — Любовь Яровая — Малинин
- 1977 — Оптимистическая трагедия — пленный офицер
- 1977 — Четвёртая высота
- 1978 — Бешеные деньги — Телятев
- 1978 — Плата за истину — Илья Ильич Мечников
- 1979 — Следствие ведут ЗнаТоКи. Подпасок с огурцом — Альберт Иванович
- 1979 — Осенний марафон — Георгий Николаевич Веригин
- 1980 — Альманах сатиры и юмора (новелла «Шубка») — Иван Васильевич Завьялов
- 1980 — Берег — Самсонов
- 1980 — Жиголо и Жиголетта
- 1980 — Незнакомец — Осип Николаевич Метлахов
- 1980 — Синдикат-2 — Александр Фёдорович Керенский
- 1981 — Опасный возраст — Плахин
- 1981 — Джонатан Свифт (телеспектакль) — Джонатан Свифт
- 1982 — Несколько капель
- 1983 — Ювелирное дело — Борис Алексеевич Кравцов

### Озвучивание мультфильмов
- 1979 — Пер Гюнт — король троллей

## Награды и звания
- заслуженный артист РСФСР (09.06.1964)
- народный артист РСФСР (02.07.1971)
- орден «Знак Почёта» (04.11.1974)
- орден Трудового Красного Знамени (07.08.1981)